# تشارلز هيرمانز
تشارلز هيرمانز هو رسام بلجيكي، ولد في 17 أغسطس 1839 في بروكسل في بلجيكا، وتوفي في 8 ديسمبر 1924 في منتون في فرنسا.